# Hermann Minkowski

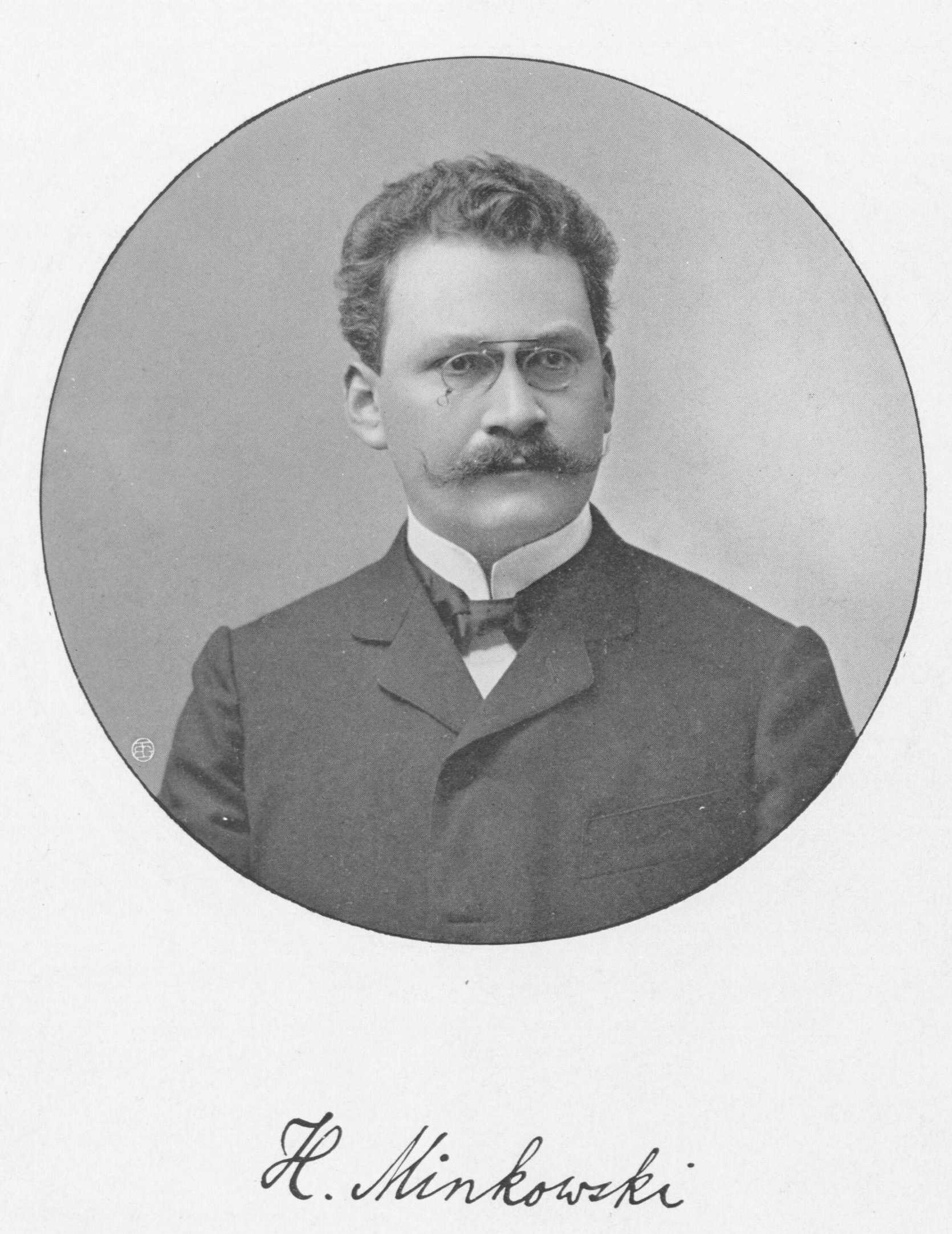
Hermann Minkowski

Hermann Minkowski (Aleksotas, 22 juni 1864 – Göttingen, 12 januari 1909) was een Joods-Duitse wiskundige die de geometrische getaltheorie ontwikkelde en meetkundige methoden gebruikte om moeilijke problemen in de getaltheorie en theoretische natuurkunde op te lossen. Hij vatte ruimte en tijd in de speciale relativiteitstheorie samen tot de ruimte-tijd met tijd als de vierde dimensie. 

## Leven
Hermann Minkowski werd geboren in Aleksotas (een voorstad van Kaunas in Litouwen) en studeerde in Duitsland aan de universiteiten van Berlijn en Königsberg (het huidige Kaliningrad), alwaar hij in 1885 zijn doctorstitel behaalde. In 1883, toen hij nog student was, ontving hij de Wiskundeprijs van de Franse Academie van Wetenschappen voor zijn manuscript over de theorie van kwadratische vormen. Minkowski onderwees aan de universiteiten van Bonn, Göttingen, Königsberg en Zürich. In Zürich was hij een van Albert Einsteins professoren.
In 1902 ging hij naar Göttingen waar hij een van de beste vrienden en collega was van David Hilbert die hij al eerder in Königsberg had leren kennen. In 1909 stierf Minkowski op 44-jarige leeftijd onverwacht aan een ontstoken blindedarm. Vooral zijn grote vriend Hilbert was zeer geschokt door dit verlies, die dit uitte in de grafrede die hij verzorgde.

## Werk
Minkowski onderzocht de algebra van de kwadratische vormen, voornamelijk die in n variabelen. Zijn onderzoek op dat gebied bracht hem ertoe meetkundige structuren in een ruimte van n dimensies te beschouwen. In 1896 stelde hij zijn geometrische getaltheorie op, een meetkundige methode voor het oplossen van problemen in de getaltheorie.
In 1907 besefte Minkowski dat de speciale relativiteitstheorie, voorgesteld door Albert Einstein in 1905 en gebaseerd op vorig werk van Lorentz en Poincaré, het beste in een niet-Euclidische ruimte zou kunnen worden begrepen. Deze ruimte staat tegenwoordig bekend als de Minkowski-ruimte. Hierin hangen tijd en ruimte samen in een vier-dimensionale ruimte-tijd. Deze mooie voorstelling hielp Einstein bij zijn zoektocht naar de algemene relativiteitstheorie.